# Grand Prix automobile du Brésil 2008
GP précédent GP suivant
Le Grand Prix automobile du Brésil 2008 (Formula 1 Grande Prêmio do Brasil 2008), disputé le 2 novembre 2008, sur le circuit Autodromo José Carlos Pace à Interlagos est la 803e épreuve du championnat du monde de Formule 1 courue depuis 1950. Il s'agit de la 37e édition du Grand Prix du Brésil comptant pour le championnat du monde de Formule 1 et de la 18e et dernière manche du championnat 2008.
Il donne lieu à l'un des dénouements les plus serrés de l'histoire de la Formule 1 pour l'attribution du titre mondial des pilotes. À l'issue des 71 tours, le Britannique Lewis Hamilton est sacré champion du monde pour la première fois de sa carrière au détriment du pilote brésilien Felipe Massa. Au moment où ce dernier s'impose devant son public, en réalisant un hat trick, il est virtuellement champion du monde puisque Hamilton roule en sixième position à plus de trente secondes. Arrivé au Brésil avec sept points d'avance sur le Brésilien, le jeune pilote britannique parvient à prendre le meilleur sur le pilote Toyota Timo Glock dans l'ultime virage du dernier tour ; en récupérant la cinquième place, il remporte le titre avec un point d'avance et devient, à 23 ans, 9 mois et 26 jours, le plus jeune champion du monde de Formule 1. Massa et Kimi Räikkönen apportent à Ferrari son seizième titre chez les constructeurs.

## Essais libres

### Vendredi matin

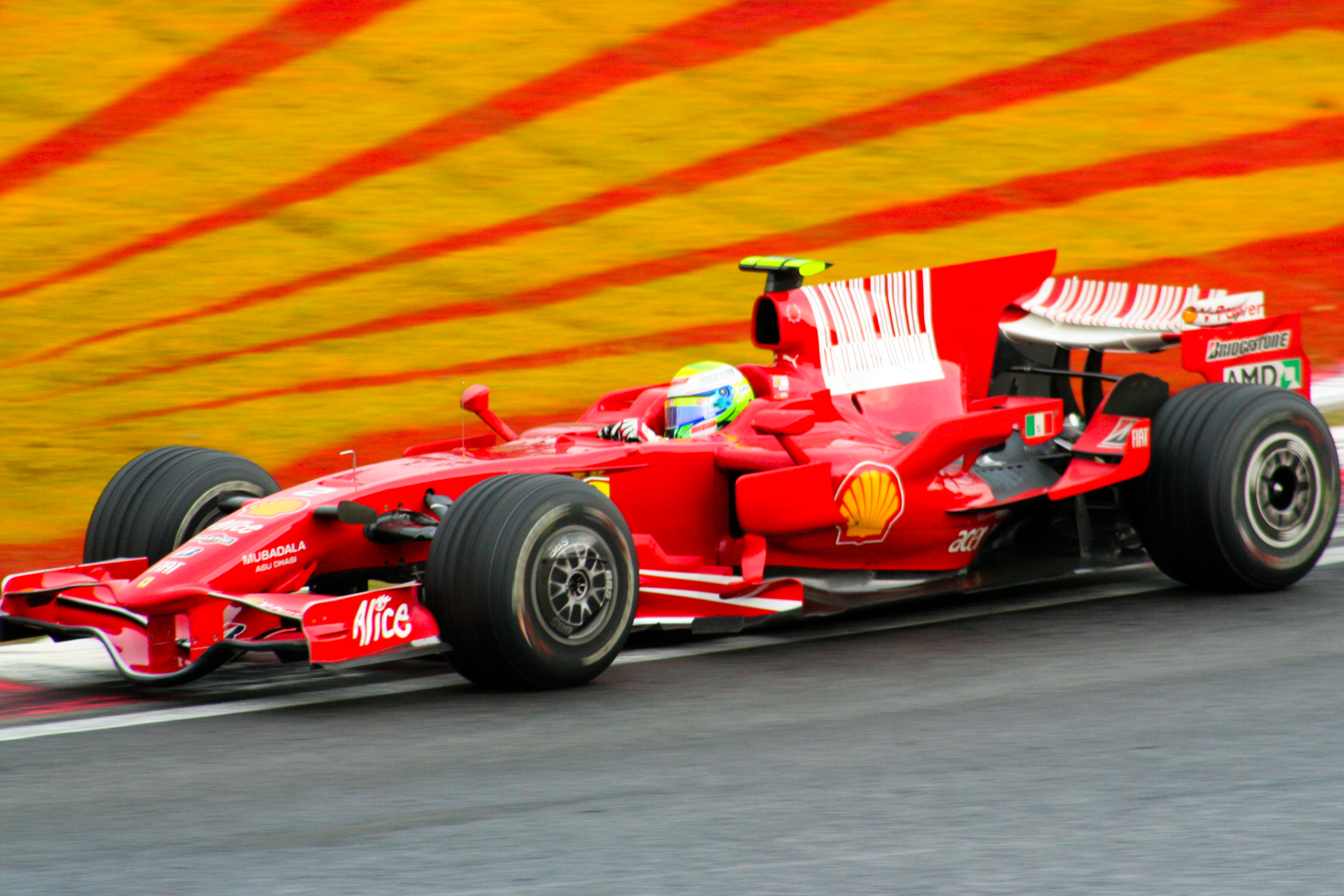
Malgré un hat-trick pour son Grand Prix national, Felipe Massa échoue pour un point dans la conquête du titre mondial.

| Pos | Pilote            | Écurie           | Chrono         | Écart   |
| --- | ----------------- | ---------------- | -------------- | ------- |
| 1   | Felipe Massa      | Ferrari          | 1 min 12 s 305 |         |
| 2   | Lewis Hamilton    | McLaren-Mercedes | 1 min 12 s 495 | 0 s 190 |
| 3   | Kimi Räikkönen    | Ferrari          | 1 min 12 s 507 | 0 s 422 |
| 4   | Robert Kubica     | BMW Sauber       | 1 min 12 s 874 | 0 s 569 |
| 5   | Heikki Kovalainen | McLaren-Mercedes | 1 min 12 s 925 | 0 s 620 |
| 6   | Fernando Alonso   | Renault          | 1 min 13 s 061 | 0 s 756 |

### Vendredi après-midi
| Pos | Pilote           | Écurie             | Chrono         | Écart   |
| --- | ---------------- | ------------------ | -------------- | ------- |
| 1   | Fernando Alonso  | Renault            | 1 min 12 s 296 |         |
| 2   | Felipe Massa     | Ferrari            | 1 min 12 s 353 | 0 s 057 |
| 3   | Jarno Trulli     | Toyota             | 1 min 12 s 435 | 0 s 139 |
| 4   | Kimi Räikkönen   | Ferrari            | 1 min 12 s 600 | 0 s 304 |
| 5   | Mark Webber      | Red Bull-Renault   | 1 min 12 s 650 | 0 s 354 |
| 6   | Sebastian Vettel | Toro Rosso-Ferrari | 1 min 12 s 687 | 0 s 391 |

### Samedi matin
| Pos | Pilote            | Écurie             | Chrono         | Écart   |
| --- | ----------------- | ------------------ | -------------- | ------- |
| 1   | Fernando Alonso   | Renault            | 1 min 12 s 141 |         |
| 2   | Lewis Hamilton    | McLaren-Mercedes   | 1 min 12 s 212 | 0 s 071 |
| 3   | Heikki Kovalainen | McLaren-Mercedes   | 1 min 12 s 225 | 0 s 084 |
| 4   | Felipe Massa      | Ferrari            | 1 min 12 s 312 | 0 s 171 |
| 5   | Sebastian Vettel  | Toro Rosso-Ferrari | 1 min 12 s 389 | 0 s 248 |
| 6   | Nick Heidfeld     | BMW Sauber         | 1 min 12 s 402 | 0 s 261 |

## Grille de départ

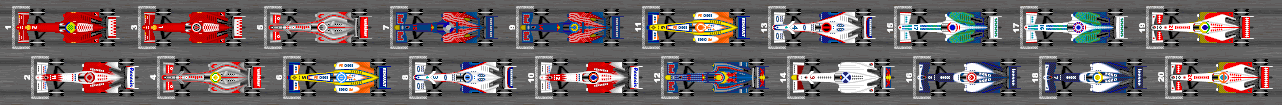
La grille de départ du Grand Prix.

| Pos | Pilote               | Écurie              | Qualifications 1 | Qualifications 2 | Qualifications 3 |
| --- | -------------------- | ------------------- | ---------------- | ---------------- | ---------------- |
| 1   | Felipe Massa         | Ferrari             | 1 min 11 s 830   | 1 min 11 s 875   | 1 min 12 s 368   |
| 2   | Jarno Trulli         | Toyota              | 1 min 12 s 226   | 1 min 12 s 107   | 1 min 12 s 737   |
| 3   | Kimi Räikkönen       | Ferrari             | 1 min 12 s 083   | 1 min 11 s 950   | 1 min 12 s 825   |
| 4   | Lewis Hamilton       | McLaren-Mercedes    | 1 min 12 s 213   | 1 min 11 s 856   | 1 min 12 s 830   |
| 5   | Heikki Kovalainen    | McLaren-Mercedes    | 1 min 12 s 366   | 1 min 11 s 768   | 1 min 12 s 917   |
| 6   | Fernando Alonso      | Renault             | 1 min 12 s 214   | 1 min 12 s 090   | 1 min 12 s 967   |
| 7   | Sebastian Vettel     | Toro Rosso-Ferrari  | 1 min 12 s 390   | 1 min 11 s 845   | 1 min 13 s 082   |
| 8   | Nick Heidfeld        | BMW Sauber          | 1 min 12 s 371   | 1 min 12 s 026   | 1 min 13 s 297   |
| 9   | Sébastien Bourdais   | Toro Rosso-Ferrari  | 1 min 12 s 498   | 1 min 12 s 075   | 1 min 14 s 105   |
| 10  | Timo Glock           | Toyota              | 1 min 12 s 223   | 1 min 11 s 930   | 1 min 14 s 230   |
| 11  | Nelsinho Piquet      | Renault             | 1 min 12 s 348   | 1 min 12 s 137   |                  |
| 12  | Mark Webber          | Red Bull-Renault    | 1 min 12 s 409   | 1 min 12 s 289   |                  |
| 13  | Robert Kubica        | BMW Sauber          | 1 min 12 s 381   | 1 min 12 s 300   |                  |
| 14  | David Coulthard      | Red Bull-Renault    | 1 min 12 s 690   | 1 min 12 s 717   |                  |
| 15  | Rubens Barrichello   | Honda               | 1 min 12 s 548   | 1 min 13 s 139   |                  |
| 16  | Kazuki Nakajima      | Williams-Toyota     | 1 min 12 s 800   |                  |                  |
| 17  | Jenson Button        | Honda               | 1 min 12 s 810   |                  |                  |
| 18  | Nico Rosberg         | Williams-Toyota     | 1 min 13 s 002   |                  |                  |
| 19  | Giancarlo Fisichella | Force India-Ferrari | 1 min 13 s 426   |                  |                  |
| 20  | Adrian Sutil         | Force India-Ferrari | 1 min 13 s 508   |                  |                  |

## Course

### Déroulement de l'épreuve
La situation est très claire pour Felipe Massa qui doit absolument remporter le Grand Prix ou terminer second pour espérer être titré. Il ne tient pourtant pas son destin entre ses mains car Lewis Hamilton peut se contenter d'une cinquième place finale en cas de victoire du Brésilien pour remporter la couronne de lauriers.
Massa réussit la première partie de sa tâche en décrochant la pole position devant Jarno Trulli et son coéquipier Kimi Räikkönen alors qu'Hamilton n'est que quatrième sur la grille. A quelques minutes du départ, une violente averse contraint tous les pilotes à chausser les pneus pluie.
Dès le début du Grand Prix, David Coulthard, dont c'est le dernier Grand Prix, perd le contrôle de sa monoplace et finit dans le rail, provoquant la sortie de la voiture de sécurité. À la relance, les positions n'évoluent pas et resteront stables jusqu'au moment des premiers arrêts ravitaillement.
Sebastian Vettel, qui a ravitaillé avant tout le monde, pointe alors au second rang et commence à harceler Massa tandis qu'Hamilton est désormais sixième derrière Giancarlo Fisichella sur sa modeste Force India. L'Anglais ne réussit à prendre l'avantage sur l'Italien qu'au bout de six tours, puis remonte à la quatrième place lorsque Vettel effectue son deuxième arrêt au stand. 
En tête de course, Massa signe le meilleur tour en course tandis que Räikkönen fait de son mieux pour se rapprocher d'Alonso, solide second. A seulement sept tours du terme de l'épreuve, la pluie refait son apparition. Certains pilotes choisissent alors de rentrer aux stands chausser des gommes adaptées tandis que d'autres font le pari de rester en pneus pour le sec. 
Hamilton, qui a stoppé, se retrouve alors cinquième derrière Timo Glock qui est en pneus secs mais dans l'avant-dernier tour, Vettel dépasse Hamilton, qui perd virtuellement le titre de champion du monde puisque Massa franchit la ligne en vainqueur en signant un hat-trick devant Alonso et Räikkönen. L'espace d'une trentaine de secondes, le stand Ferrari explose de joie, puisque Hamilton est sixième quand Massa franchit la ligne d'arrivée. Mais ces effusions de bonheur vont se transformer en désarroi. 
En effet, dans le dernier virage, Glock, à l'agonie avec ses pneus non adaptés à l'état de la piste, est dépassé par Hamilton qui se classe donc cinquième de la course à 39 secondes du vainqueur, résultat suffisant pour décrocher la couronne mondiale. Heikki Kovalainen se classe septième et Trulli empoche le dernier point mis en jeu.

### Classement de la course
| Pos  | No | Pilote               | Écurie              | Tours | Temps/Abandon                      | Grille | Points |
| ---- | -- | -------------------- | ------------------- | ----- | ---------------------------------- | ------ | ------ |
| 1    | 2  | Felipe Massa         | Ferrari             | 71    | 1 h 34 min 11 s 435 (194,866 km/h) | 1      | 10     |
| 2    | 5  | Fernando Alonso      | Renault             | 71    | + 13 s 298                         | 6      | 8      |
| 3    | 1  | Kimi Räikkönen       | Ferrari             | 71    | + 16 s 235                         | 3      | 6      |
| 4    | 15 | Sebastian Vettel     | Toro Rosso-Ferrari  | 71    | + 38 s 011                         | 7      | 5      |
| 5    | 22 | Lewis Hamilton       | McLaren-Mercedes    | 71    | + 38 s 907                         | 4      | 4      |
| 6    | 12 | Timo Glock           | Toyota              | 71    | + 44 s 368                         | 10     | 3      |
| 7    | 23 | Heikki Kovalainen    | McLaren-Mercedes    | 71    | + 55 s 074                         | 5      | 2      |
| 8    | 11 | Jarno Trulli         | Toyota              | 71    | + 1 min 08 s 433                   | 2      | 1      |
| 9    | 10 | Mark Webber          | Red Bull-Renault    | 71    | +1 min 19 s 666                    | 12     |        |
| 10   | 3  | Nick Heidfeld        | BMW Sauber          | 70    | + 1 tour                           | 8      |        |
| 11   | 4  | Robert Kubica        | BMW Sauber          | 70    | + 1 tour                           | 13     |        |
| 12   | 7  | Nico Rosberg         | Williams-Toyota     | 70    | + 1 tour                           | 18     |        |
| 13   | 16 | Jenson Button        | Honda               | 70    | + 1 tour                           | 17     |        |
| 14   | 14 | Sébastien Bourdais   | Toro Rosso-Ferrari  | 70    | + 1 tour                           | 9      |        |
| 15   | 17 | Rubens Barrichello   | Honda               | 70    | + 1 tour                           | 15     |        |
| 16   | 20 | Adrian Sutil         | Force India-Ferrari | 69    | + 2 tours                          | 20     |        |
| 17   | 8  | Kazuki Nakajima      | Williams-Toyota     | 69    | + 2 tours                          | 16     |        |
| 18   | 21 | Giancarlo Fisichella | Force India-Ferrari | 69    | + 2 tours                          | 19     |        |
| Abd. | 6  | Nelsinho Piquet      | Renault             | 0     | Accrochage                         | 11     |        |
| Abd. | 9  | David Coulthard      | Red Bull-Renault    | 0     | Accrochage                         | 14     |        |

### Pole position et record du tour
- Pole position :  Felipe Massa (Ferrari) en 1 min 12 s 368 (vitesse moyenne : 214,354 km/h). Le meilleur temps des qualifications a quant à lui été réalisé par Heikki Kovalainen, lors de la Q2, en 1 min 11 s 768.
- Meilleur tour en course :  Felipe Massa (Ferrari) en 1 min 13 s 736 (vitesse moyenne : 210,378 km/h) au trente-sixième tour.

### Tours en tête
- Felipe Massa (Ferrari) : 64 tours (1-9 / 12-38 / 44-71).
- Jarno Trulli (Toyota) : 2 tours (10-11).
- Fernando Alonso (Renault) : 2 tours (39-40).
- Kimi Räikkönen (Ferrari) : 3 tours (41-43).

## Classements généraux à l'issue de la course
| Pos | Pilote               | Écurie              | Points |
| --- | -------------------- | ------------------- | ------ |
| 1   | Lewis Hamilton       | McLaren-Mercedes    | 98     |
| 2   | Felipe Massa         | Ferrari             | 97     |
| 3   | Kimi Räikkönen       | Ferrari             | 75     |
| 4   | Robert Kubica        | BMW Sauber          | 75     |
| 5   | Fernando Alonso      | Renault             | 61     |
| 6   | Nick Heidfeld        | BMW Sauber          | 60     |
| 7   | Heikki Kovalainen    | McLaren-Mercedes    | 53     |
| 8   | Sebastian Vettel     | Toro Rosso-Ferrari  | 35     |
| 9   | Jarno Trulli         | Toyota              | 31     |
| 10  | Timo Glock           | Toyota              | 25     |
| 11  | Mark Webber          | Red Bull-Renault    | 21     |
| 12  | Nelsinho Piquet      | Renault             | 19     |
| 13  | Nico Rosberg         | Williams-Toyota     | 17     |
| 14  | Rubens Barrichello   | Honda               | 11     |
| 15  | Kazuki Nakajima      | Williams-Toyota     | 9      |
| 16  | David Coulthard      | Red Bull-Renault    | 8      |
| 17  | Sébastien Bourdais   | Toro Rosso-Ferrari  | 4      |
| 18  | Jenson Button        | Honda               | 3      |
| 19  | Giancarlo Fisichella | Force India-Ferrari | 0      |
| 20  | Adrian Sutil         | Force India-Ferrari | 0      |
| 21  | Takuma Satō          | Super Aguri-Honda   | 0      |
| 22  | Anthony Davidson     | Super Aguri-Honda   | 0      |

| Pos | Écurie              | Points |
| --- | ------------------- | ------ |
| 1   | Ferrari             | 172    |
| 2   | McLaren-Mercedes    | 151    |
| 3   | BMW Sauber          | 135    |
| 4   | Renault             | 80     |
| 5   | Toyota              | 56     |
| 6   | Toro Rosso-Ferrari  | 39     |
| 7   | Red Bull-Renault    | 29     |
| 8   | Williams-Toyota     | 26     |
| 9   | Honda               | 14     |
| 10  | Force India-Ferrari | 0      |
| 11  | Super Aguri-Honda   | 0      |

## Statistiques
- 15e pole position de sa carrière pour Felipe Massa.
- 11e et dernière victoire de sa carrière pour Felipe Massa.
- 4e hat-trick de sa carrière pour Felipe Massa.
- 209e victoire pour Ferrari en tant que constructeur.
- 210e victoire pour Ferrari en tant que motoriste.
- 16e titre de champion du monde des constructeurs pour Ferrari.
- 1er titre de champion du monde des pilotes pour Lewis Hamilton.
- 88e et dernier Grand Prix pour l'écurie Honda Racing F1 Team qui a annoncé le 5 décembre 2008 son retrait du championnat du monde.
- Lewis Hamilton devient le plus jeune champion du monde de Formule 1 à 23 ans 9 mois et 26 jours. Il détrône Fernando Alonso, champion du monde en 2005 à 24 ans 1 mois et 27 jours.
- 246e et dernier départ en Grand Prix pour David Coulthard qui pilotait une monoplace à la livrée spéciale, blanche et brune, pour l'association Wings of Life.
- 28e arrivée consécutive parmi les pilotes classés pour Nick Heidfeld qui établit un nouveau record.
- Comme la saison précédente, le titre mondial des pilotes est remporté avec un seul point d'écart sur le second.
- Les trophées remis aux pilotes sur le podium ont été dessinés par Oscar Niemeyer[1].
- Ce Grand Prix était le dernier pour les pneumatiques rainurés, remplacés par des « slicks » en 2009[2].